# Curcuma plicata
Curcuma plicata är en enhjärtbladig växtart som beskrevs av Nathaniel Wallich och John Gilbert Baker. Curcuma plicata ingår i släktet Curcuma och familjen Zingiberaceae. Inga underarter finns listade i Catalogue of Life.